# Didier Ekanza Simba
Didier Ekanza Simba (Kinshasa, Congo Belga, 9 de agosto de 1969) es un exfutbolista de la República Democrática del Congo que jugaba en la posición de centrocampista.

## Carrera

### Club
| Periodo   | Club                   |
| --------- | ---------------------- |
| 1987-1992 | AS Vita Club           |
| 1992-1997 | K Beerschot VAC        |
| 1997-2000 | KSK Beveren            |
| 2000–2001 | KFC Schoten SK         |
| 2001–2002 | Hapoel Beit She'an FC  |
| 2002–2003 | Maccabi Petah Tikva FC |
| 2003–2004 | KFCO Wilrijk           |

### Selección nacional
Jugó para Zaire en 30 ocasiones de 1991 a 1999 y anotó dos goles; participó en tres ediciones de la Copa Africana de Naciones, una con República Democrática del Congo, donde fue seleccionado en el equipo ideal del torneo en la edición de 1998.

## Logros
- Equipo Ideal del torneo en la Copa Africana de Naciones 1998.